# Ulrich Dietzi
Ulrich Dietzi (* 9. August 1596 in Urnäsch; † 8. Juni 1662 ebenda; heimatberechtigt ebenda) war ein Schweizer Politiker, Ratsherr, Landesstatthalter und Tagsatzungsgesandter aus Appenzell Ausserrhoden.

## Leben
Ulrich Dietzi war ein Sohn von Hans Dietzi und Barbel Thörig. 1614 heiratete er seine erste Frau, Cathrina Alder, Tochter des Hauptmanns Ulrich Alder. Seine zweite Frau, Rosina Brüllisauer, Tochter des vermögenden Lorenz Brülisauer, heiratete er 1619. Im Jahre 1637 heiratete er seine dritte Frau, Anna Baumann, Witwe des Jochem Nänni. Ein Jahr vor seinem Tod schliesslich, 1661, heiratete er seine vierte Frau, Barbara Klarer, Witwe von Ulrich Oberteufer.
Das Exportgeschäft mit Schiesspulver brachte Ulrich Dietzi als Besitzer der ersten Pulvermühle von Appenzell Ausserrhoden zur Zeit des Dreissigjährigen Krieges hohe Gewinne. Dass er dabei das obrigkeitliche Exportverbot übertrat, wurde offenbar als Kavaliersdelikt betrachtet und hinderte ihn nicht am politischen Aufstieg. Ulrich Dietzi war ab 1622 Ausserrhoder Ratsherr, ab 1635 Gemeindehauptmann von Urnäsch, von 1639 bis 1648 Ausserrhoder Landesstatthalter sowie zwölfmal Tagsatzungsgesandter. Auch nach 1648 war Dietzi mehrmals Delegierter des Landes Appenzell Ausserrhoden an eidgenössischen Konferenzen. Zudem war er Bauherr beim Wiederaufbau der Urnäscher Kirche nach dem Dorfbrand im Jahr 1641.

## Werke
- Beschreibung der Feuersbrunst in Urnäsch Anno 1641. Manuskript im Staatsarchiv Appenzell Ausserrhoden.